# (5486) 1991 UT2
1991 يو تي 2 (ويعرف أيضًا باسم (5486) 1991 يو تي 2 وفق تسمية الكوكب الصغير) (بالإنجليزية: 1991 UT2)‏ هو كويكب ضمن حزام الكويكبات؛ وترتيبه 5486 من حيث الاكتشاف.
اكتُشف هذا الجُرم الفلكي بواسطة هيروشي كانيدا في 31 أكتوبر 1991.

## وصلات خارجية
- (5486) 1991 UT2 في قاعدة بيانات مختبر الدفع النفاث لأجرام النظام الشمسي الصغيرة

- الاكتشاف · مخطط المدار ·  العناصر المدارية · المعلمات المادية

- (5486) 1991 UT2 على موقع ويكي سكاي: DSS2, SDSS, GALEX, IRAS, Hydrogen α, X-Ray, Astrophoto, Sky Map, Articles and images